# نظمی نصرالدین
محمد نظمی بن نصرالدین داور حرفه ای فوتبال اهل کشور مالزی، از سال ۲۰۱۶ جزو فهرست داوران فیفا است.

## حرفه
نظمی از سال ۲۰۱۱در لیگ برتر و سوپرلیگ مالزی داوری کرده  و در سال ۲۰۱۶ به فهرست داوران بین المللی فیفا عضو شده است. او به عنوان داور چهارم مسابقات متعددی را در لیگ قهرمانان آسیا و ای‌اف‌سی کاپ قضاوت کرده است. 
در فوریه ۲۰۱۷، او یک بازی ای‌اف‌سی کاپ را قضاوت کرد. 